# (3257) Hanzlík
(3257) Hanzlík – planetoida z pasa głównego asteroid okrążająca Słońce w ciągu 3 lat i 138 dni w średniej odległości 2,25 j.a. Została odkryta 15 kwietnia 1982 roku w Obserwatorium Kleť w pobliżu Czeskich Budziejowic przez Antonína Mrkosa. Nazwa planetoidy pochodzi od Stanislava Hanzlíka (1878-1956), profesora meteorologii i klimatologii na Uniwersytecie Karola. Przed nadaniem nazwy planetoida nosiła oznaczenie tymczasowe (3257) 1982 GG.